# Джовани Батиста Самартини
Вижте пояснителната страница за други личности с името Джовани.
Джовани Батиста Самартини (на италиански: Giovanni Battista Sammartini) е италиански композитор, органист, хормайстор и педагог.
Първото му произведение е през 1725 г. Активен деятел в миланските музикални среди и се превръща в един от най-популярните музиканти за епохата. Съосновател на Миланската филхармонична академия през 1758 г.